# TooSoonMonsoon
TooSoonMonsoon, eller Too Soon Monsoon, är ett musikalbum av Wheatus utgivet 2005.

## Låtlista[1]
1. "Something Good" - 5:18
2. "In the Melody" - 3:22
3. "BMX Bandits" - 3:08
4. "The London Sun" - 4:32
5. "I Am What I Is" - 3:58
6. "The Truth I Tell Myself" - 5:33
7. "Hometown" - 5:30
8. "Desperate Songs" - 3:09
9. "This Island" - 6:04
10. "Who Would Have Thought?" - 3:56
11. "No Happy Ending Tune" - 5:37